# Bataille de Charleroi
 (septembre 2015).
Pour les articles homonymes, voir Bataille de la Sambre.
Pour la bataille de la Seconde Guerre mondiale, voir Bataille de Charleroi (1940)
Première Guerre mondiale
Batailles
Front d'Europe de l’Ouest
- Liège (8-1914)
- Namur (8-1914)
- Frontières (8-1914)
- Anvers (9-1914)
- Grande Retraite (9-1914)
- Marne (9-1914)
- Course à la mer (9-1914)
- Yser (10-1914)
- Messines (10-1914)
- Ypres (10-1914)
- Givenchy (12-1914)
- 1re Champagne (12-1914)
- Hartmannswillerkopf (1-1915)
- Neuve-Chapelle (3-1915)
- 2e Ypres (4-1915)
- Colline 60 (4-1915)
- Artois (5-1915)
- Festubert (5-1915)
- Quennevières (6-1915)
- Linge (7-1915)
- 2e Artois (9-1915)
- 2e Champagne (9-1915)
- Loos (9-1915)
- Verdun (2-1916)
- Redoute Hohenzollern (3-1916)
- Hulluch (4-1916)
- 1re Somme (7-1916)
- Fromelles (7-1916)
- Arras (4-1917)
- Vimy (4-1917)
- Chemin des Dames (4-1917)
- 3e Champagne (4-1917)
- 2e Messines (6-1917)
- Passchendaele (7-1917)
- Cote 70 (8-1917)
- 2e Verdun (8-1917)
- Malmaison (10-1917)
- Cambrai (11-1917)
- Bombardements de Paris (1-1918)
- Offensive du Printemps (3-1918)
- Lys (4-1918)
- Aisne (5-1918)
- Bois Belleau (6-1918)
- 2e Marne (7-1918)
- 4e Champagne (7-1918)
- Château-Thierry (7-1918)
- Le Hamel (7-1918)
- Amiens (8-1918)
- Cent-Jours (8-1918)
- 2e Somme (9-1918)
- Bataille de la ligne Hindenburg
- Meuse-Argonne (10-1918)
- Cambrai (10-1918)

Front italien
Front d'Europe de l’Est
Front des Balkans
Front du Moyen-Orient
Front africain
Bataille de l'Atlantique
La bataille de Charleroi, appelée bataille de la Sambre (Schlacht an der Sambre) par les Allemands, est une bataille des Frontières de la Première Guerre mondiale qui oppose les troupes françaises du général Lanrezac à la IIe armée allemande du général von Bülow, du 21 au 23 août 1914.

## Intention stratégique

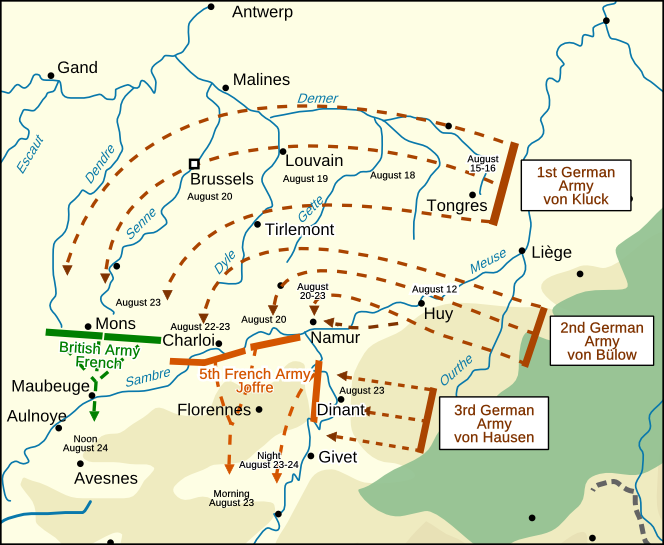
Carte représentant la stratégie et les déplacements des deux armées lors de la bataille de Charleroi.

La bataille résulte avant tout, de la prise de contact entre la 5e armée française commandée par le général Lanrezac et la IIe armée allemande, commandée par le Generaloberst von Bülow. La 5e armée française progresse vers le nord en vue d'attaquer l'aile marchante allemande par l'ouest. La IIe armée allemande  traverse la Belgique dans un vaste mouvement tournant centré sur les Ardennes et progresse vers le sud-sud-ouest avec pour objectif de déborder Maubeuge par le nord.
À l'ouest de la 5e armée se trouve le Corps expéditionnaire britannique (BEF) qui prend contact avec la Ire armée du Generaloberst von Kluck à peu près simultanément (bataille de Mons). Au sud-ouest se trouve la 4e armée du général de Langle de Cary.

## Déroulement de la bataille
Le 20 août, la 5e armée française progresse en direction du nord avec un rideau de cavalerie fourni par le corps de cavalerie Sordet, deux corps d'armée en premier échelon, le 3e et le 10e, et un corps sur le flanc droit, le 1er. Le 3e et le 10e corps arrivent le long de la Sambre entre Charleroi et Namur et se mettent en garde sur les ponts. Le premier s'établit le long de la Meuse. La 5e armée française forme donc un angle droit en pointe nord-est.
La IIe armée allemande progresse de son côté avec un rideau de cavalerie et deux corps d'armée en tête, le Xe corps d'armée et le corps de la Garde. 
Le 21 août, les corps d'armée de tête se rencontrent sur les ponts dans la région de Tamines, Arsimont et Auvelais. Les Français sont descendus des hauteurs de la Sambre pour se battre sur les ponts. Le terrain est difficile car la zone, assez industrielle, est densément construite et empêche l'utilisation de l'artillerie de campagne. Les Allemands, initialement repoussés, parviennent rapidement à établir des têtes de pont sur la rive sud du cours d'eau, malgré des tentatives pour les déloger.
Le 22 août, les deux corps français renforcés des 37e et 38e divisions (zouaves et tirailleurs algériens de l'armée d'Afrique) tentent de contre-attaquer et de reprendre les ponts, en vain. Ces contre-offensives, réalisées selon la doctrine en vigueur, sont très meurtrières sans résultat concret. Les Français découvrent à cette occasion l'efficacité des mitrailleuses et de l'artillerie lourde allemandes. Les corps allemands de deuxième échelon tentent alors de déborder par Charleroi.
Le 23 août, les 3e et 10e corps fortement éprouvés par l'échec de leur contre-offensive se mettent en défensive sur les hauteurs sud de la Sambre. Le 1er corps français prend contact avec les flanc-gardes de la IIIe armée allemande le long de la Meuse et tente d'empêcher le franchissement du fleuve notamment dans la région de Dinant. Simultanément, les Britanniques rencontrent la Ire armée allemande lors de la bataille de Mons et sont obligés de se retirer. Le corps de cavalerie Sordet est appelé à assurer le contact entre les Français et les troupes du maréchal French. Les deux flancs de la 5e armée française sont menacés.
Le 24 août, le général Charles Lanrezac se voit contraint d'ordonner la retraite sur une ligne Avesnes-Regniowez puis La Capelle-Hirson-Charleville avec pour appui à gauche la place forte de Maubeuge, à droite les Ardennes afin de tenter de se rétablir.

## Issue de la bataille

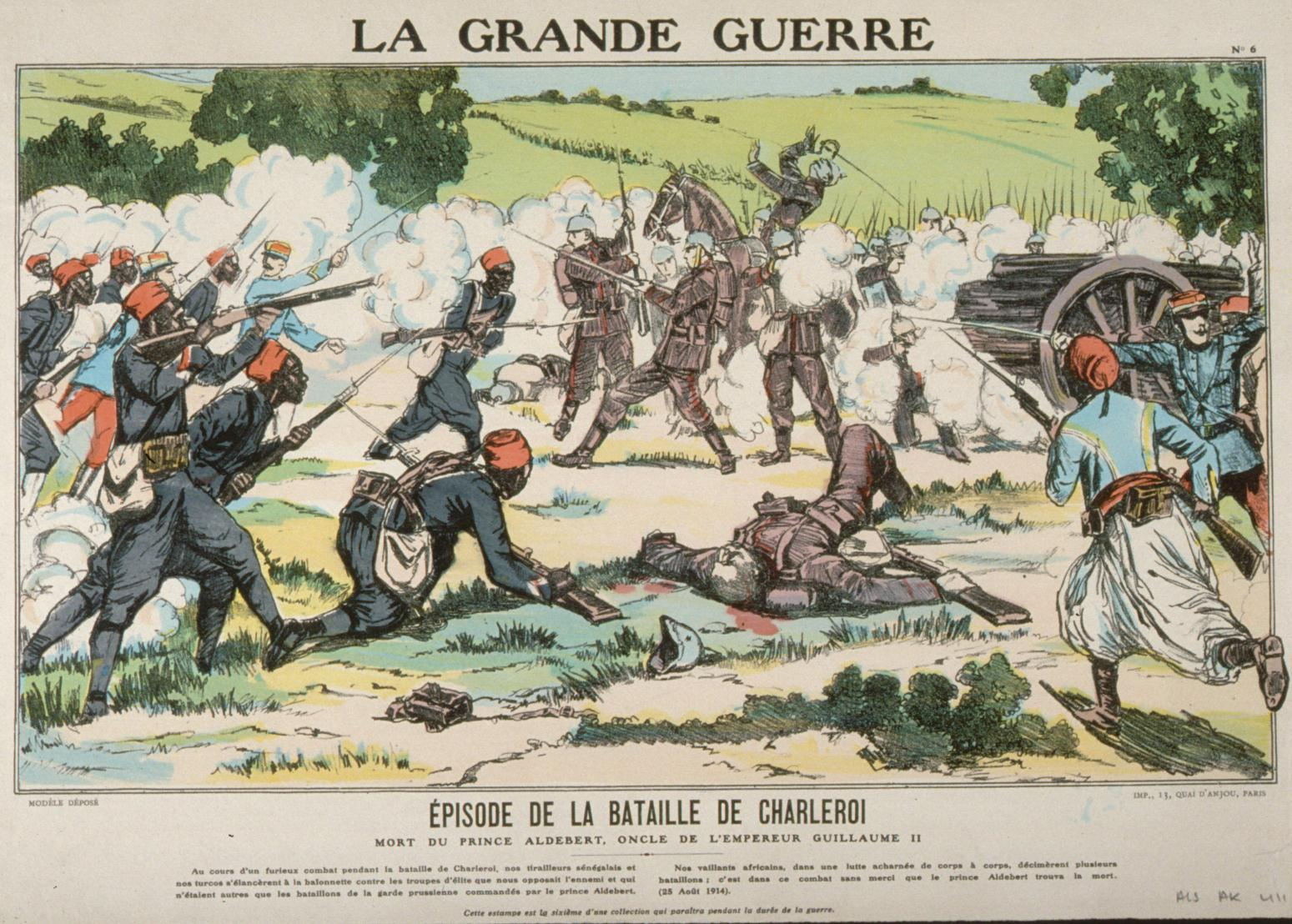
Lithographie française de 1915, titrée « épisode de la bataille de Charleroi ; mort du prince Aldebert, oncle de l'empereur Guillaume II » et montrant un combat entre les tirailleurs sénégalais et la Garde allemande. La date est incorrecte, ce furent les tirailleurs algériens et les zouaves qui attaquèrent, et ce n'est pas le prince Adalbert, mais le prince Frédéric-Jean de Saxe-Meiningen qui trouva la mort le 23 août 1914.

Cette bataille brutalement frontale s'est mal déroulée pour les Français, bousculés par les Allemands. Les carences de la doctrine française se sont fait jour, notamment l'esprit d'« offensive à tout prix ». 
Elle met en évidence l'équilibre et la complémentarité nécessaires entre le mouvement et le feu. Elle montre l'incapacité de l'armée française à organiser une phase défensive. Les Allemands démontrent leur supériorité tactique, notamment sur leur méthode de progression systématique et l'emploi des mitrailleuses, ainsi que leur supériorité matérielle due à l'artillerie lourde omniprésente opposée au canon de 75 français, une arme pourtant efficace, rapide et souple d'emploi.
Le général Lanrezac, quant à lui, ordonne la retraite de la 5e armée française au bon moment. Débordé sur ses flancs, sa position défensive devient rapidement intenable. Ses troupes pourtant malmenées gardent une bonne discipline, un esprit combatif et reculent en bon ordre, malgré le ravitaillement très aléatoire. Cette retraite est un élément capital de succès pour la bataille de Guise et surtout pour la bataille de la Marne : elle évite un autre Sedan.
La bataille donne lieu à des exactions allemandes sur la population civile à Charleroi, Tamines, etc.